# 会津蒲生站
會津蒲生站（日语：／ Aizu-gamō eki */?）是一個位於福島縣南會津郡只見町大字蒲生字久保，屬於東日本旅客鐵道（JR東日本）只見線的鐵路車站。

## 車站結構
側式月台1面1線的地面車站。因月台長度短，兩節車廂以上的列車停靠時，只能從前進方向的第一節車廂上下車。

## 相鄰車站
東日本旅客鐵道
■只見線
會津鹽澤－會津蒲生－只見